# Crassula cultrata
Crassula cultrata là một loài thực vật có hoa trong họ Crassulaceae. Loài này được L. miêu tả khoa học đầu tiên năm 1753.

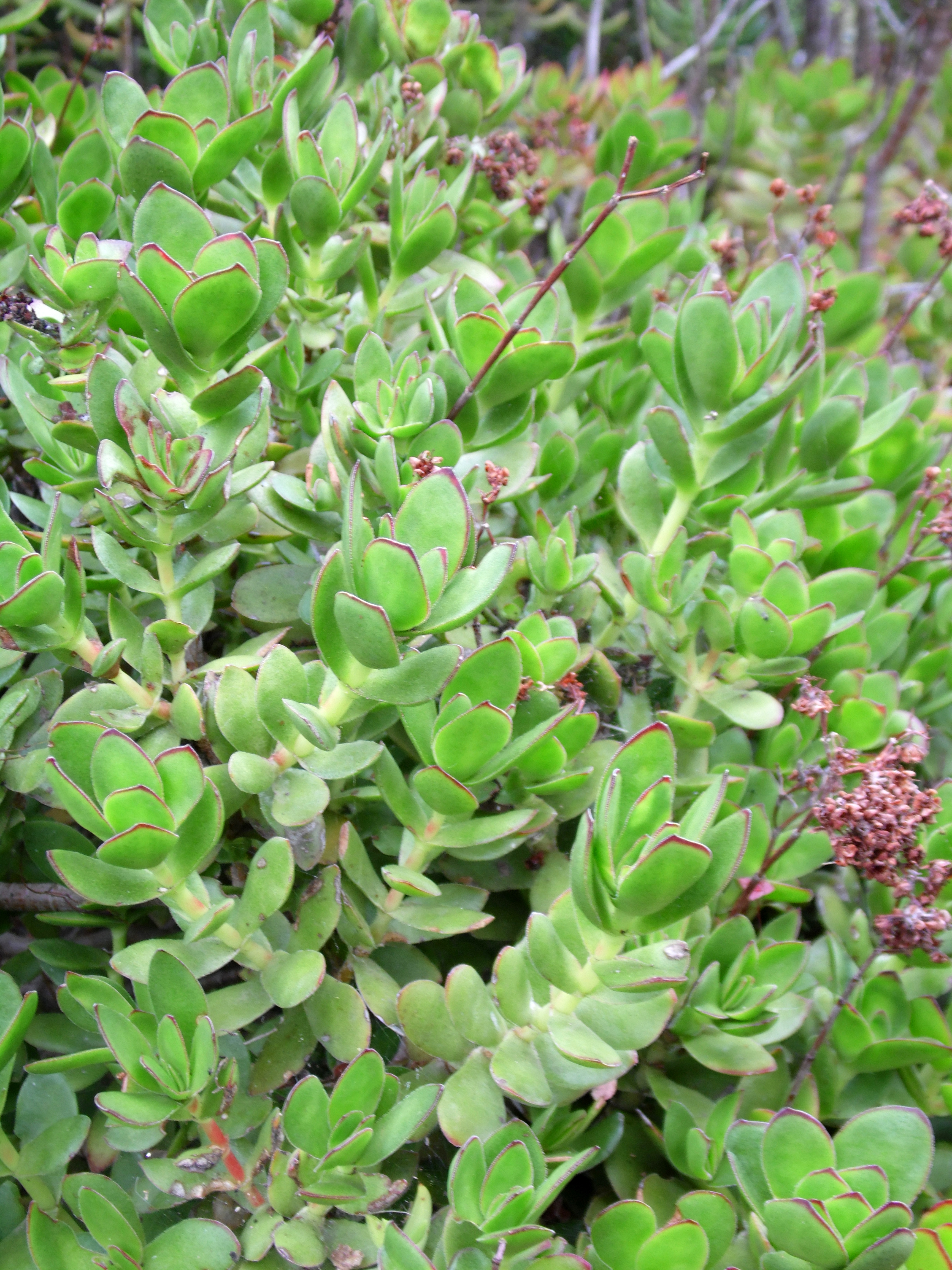
Detail of foliage of a plant in cultivation

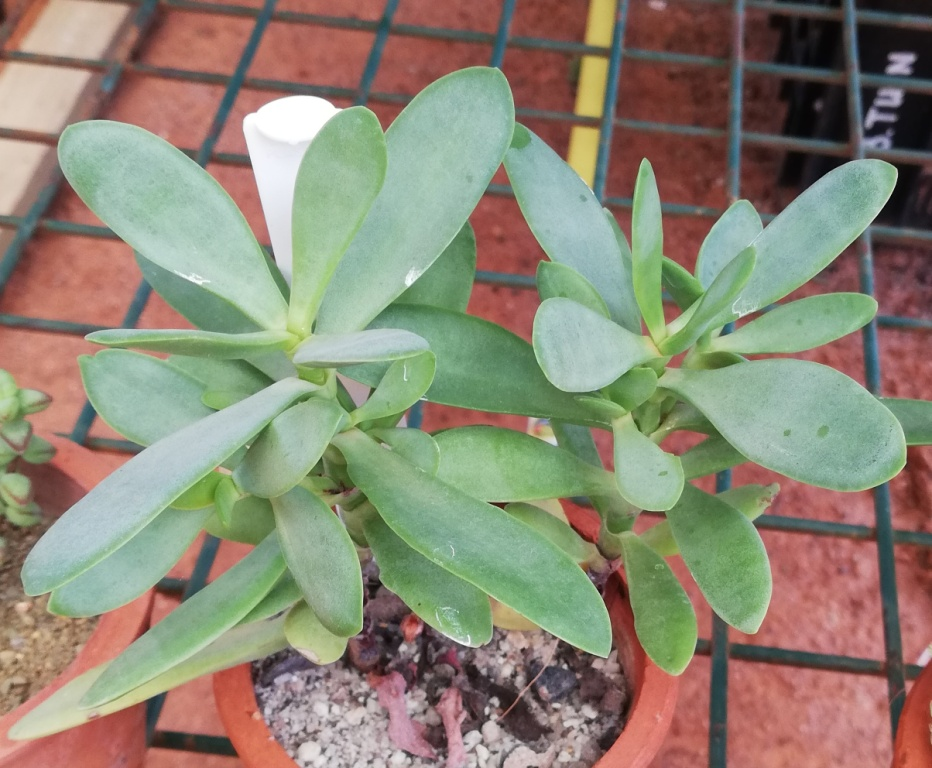
The sharp margins of the ob-lanceolate or knife-shaped ("cultrata") leaves can lose their reddish colour in the shade, as in this large specimen from the Eastern Cape.

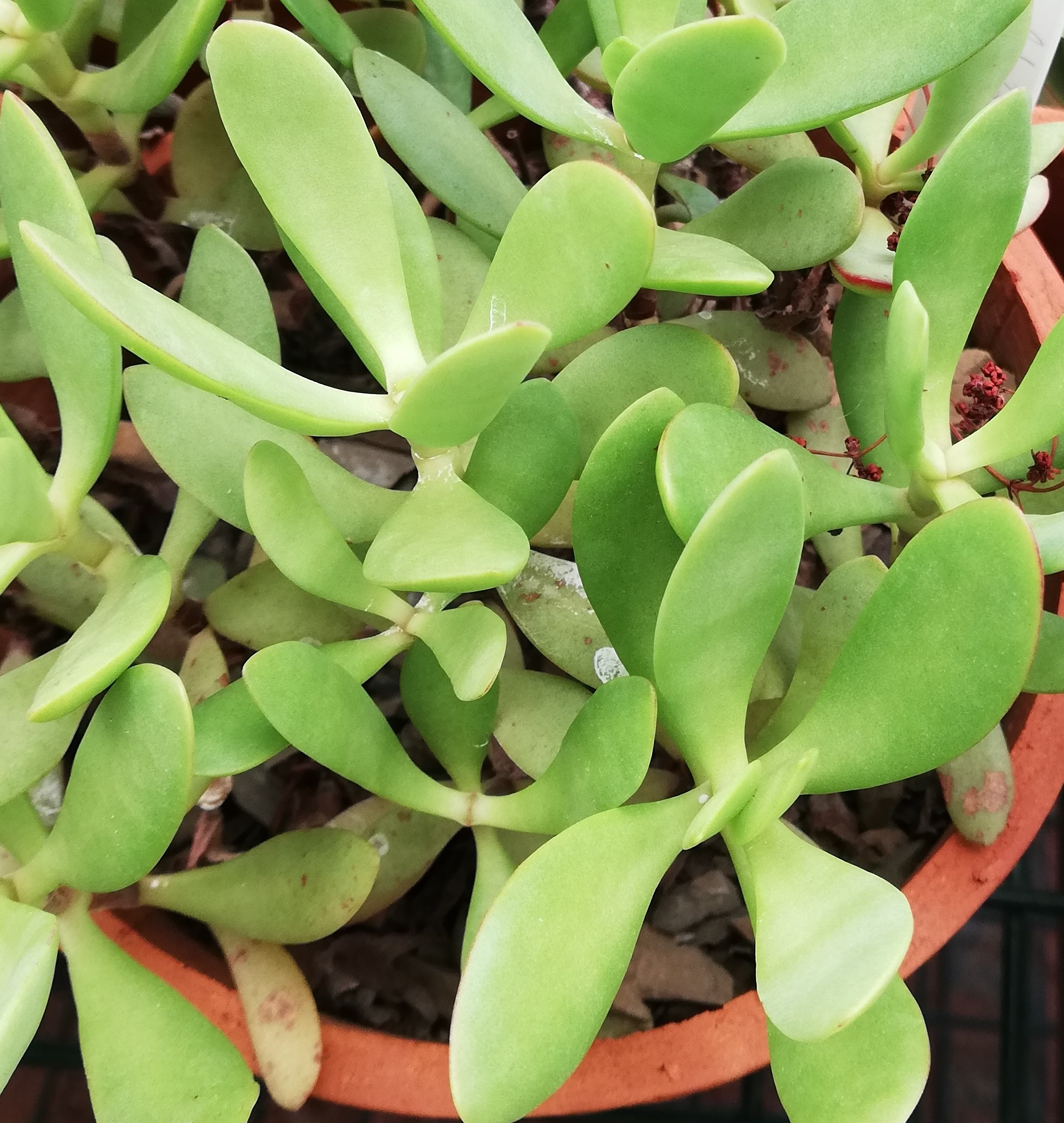
Leaf detail of a specimen from Jansenville.

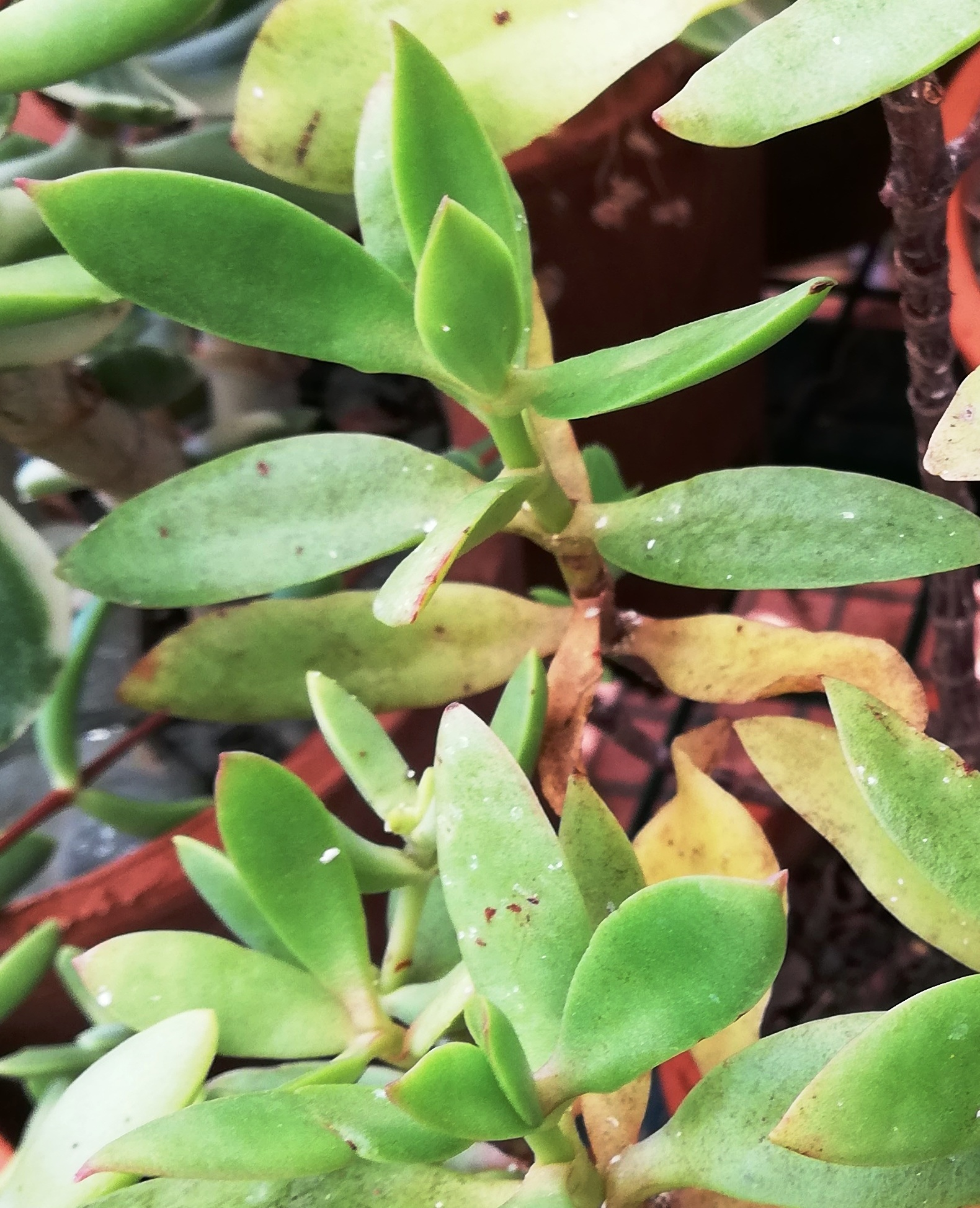
A form with more acute leaf apices